# Kivalliq Air
Kivalliq Air — канадская авиакомпания местного значения со штаб-квартирой в городе Виннипег (Манитоба), выполняющая регулярные пассажирские рейсы между небольшими населёнными пунктами Канады: шесть дней в неделю по местным аэропортам района Кивалик, территории Нунавут и провинции Манитоба, а также трижды в неделю между Виннипегом и Саникилуаком. Является дочерним подразделением авиакомпании Keewatin Air.
Основная база Kivalliq Air находится в Международном аэропорту города Виннипег имени Джеймса Армстронга Ричардсона, вспомогательная инфраструктура по обслуживанию и ремонту воздушных судов располагается в аэропортах Черчилл и Рэнкин-Инлет.

## История
Авиакомпания Kivalliq Air была образована в декабре 1998 года в качестве дочернего подразделения другой канадской авиакомпании Keewatin Air для обслуживания маршрутной сети регулярных пассажирских перевозок.

## Маршрутная сеть
Kivalliq Air выполняет регулярные пассажирские перевозки по следующим направлениям:
| Маршрутная сеть авиакомпании Kivalliq Air | Маршрутная сеть авиакомпании Kivalliq Air                           | Маршрутная сеть авиакомпании Kivalliq Air | Маршрутная сеть авиакомпании Kivalliq Air | Маршрутная сеть авиакомпании Kivalliq Air |
| ----------------------------------------- | ------------------------------------------------------------------- | ----------------------------------------- | ----------------------------------------- | ----------------------------------------- |
| Город                                     | Аэропорт                                                            | Примечания                                |                                           |                                           |
| Нунавут                                   |                                                                     |                                           |                                           |                                           |
| Арвиат                                    | Аэропорт Арвиат                                                     |                                           |                                           |                                           |
| Бейкер-Лейк                               | Аэропорт Бейкер-Лейк                                                |                                           |                                           |                                           |
| Честерфилд-Инлет                          | Аэропорт Честерфилд-Инлет                                           |                                           |                                           |                                           |
| Корал-Харбор                              | Аэропорт Корал-Харбор                                               |                                           |                                           |                                           |
| Рэнкин-Инлет                              | Аэропорт Рэнкин-Инлет                                               |                                           |                                           |                                           |
| Репалс-Бей                                | Аэропорт Репалс-Бей                                                 |                                           |                                           |                                           |
| Саникилуак                                | Аэропорт Саникилуак                                                 |                                           |                                           |                                           |
| Уэйл-Кав                                  |                                                                     |                                           |                                           |                                           |
| Манитоба                                  |                                                                     |                                           |                                           |                                           |
| Черчилл                                   | Аэропорт Черчилл                                                    |                                           |                                           |                                           |
| Виннипег                                  | Международный аэропорт Виннипег имени Джеймса Армстронга Ричардсона | хаб                                       |                                           |                                           |

## Флот

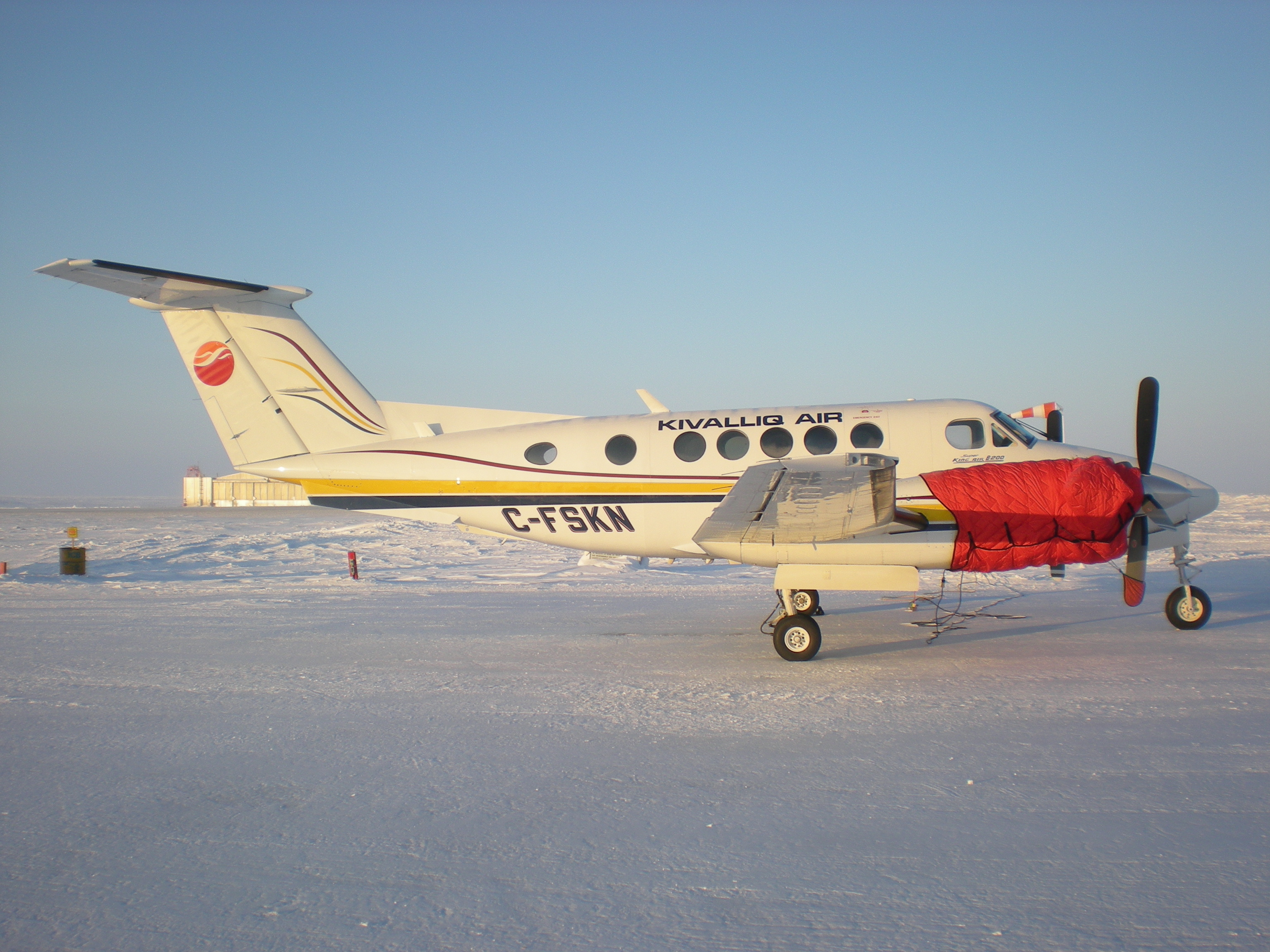
Beechfcraft 200 авиакомпании Kivalliq Air (регистрационный C-FSKN) в аэропорту Кеймбридж-Бей

В апреле 2009 году воздушный флот авиакомпании Kivalliq Air составляли следующие самолёты:
- 1 × Beechcraft 1900D
- 2 × Beechcraft 1900C
- 1 × Raytheon Beech King Air 200
- 4 × Raytheon Beech King Air B200